# Vlagyimir Konsztantyinovics Konovalov
Vlagyimir Konsztantyinovics Konovalov (oroszul: Владимир Константинович Коновалов; Nagyozsnoje, 1911. december 5. – Leningrád, 1967. november 29.), született Vulf Kalmanovics Konovalov (Вульф Калманович Коновалов) szovjet tengerésztiszt, tengeralattjáró-parancsnok.

## Fiatalkora
1911. december 5-én született az Orosz Birodalomhoz tartozó Ukrajna Zaporozsjei területén, Nagyozsnoje faluban, zsidó földműves családban. A család később átköltözött Juzovkába (1924-től Donyeck, ma Doneck). Az elemi iskola elvégzése után egy helyi üzemben dolgozott. 1932-ben esti tagozaton elvégzte a donyecki főiskolát. Még ugyanabban az évben Leningrádba küldték a Frunze Haditengerészeti Főiskolára, amelyet 1936-ban végzett el. Haditengerész tisztként az M–51 tengeralattjárón kezdte meg szolgálatát a Fekete-tengeren. 1938-ban a D–4 Revoljucionyer tengeralattjáróra helyezték, ahol 1939 januárjáig előbb első tiszt, majd másodkapitány volt. Elvégezte a haditengerészet parancsnoki iskoláját, majd 1940 novemberében Balti Flotta Lenyinyec osztályú L–3 Frunzenyec tengeralattjárójának a parancsnoka lett.

## Második világháború
Az L–3 személyzetének tagjaként 1941 júniusától részt vett a második világháború harcaiban. A háború első két évében Pjotr Griscsenko parancsnoksága alatt az L–3 tengeralattjáró öt bevetést hajtott végre a Balti-tengeren járőrözési és aknatelepítési feladattal. Ez idő alatt az L–3 legalább 10 különféle hajót süllyesztett el, köztük a svéd S/S C.F. Liljevalch kereskedelmi gőzöst (5513 BRT) és a Hindenburg (7888 BRT) teherhajót.
Az akkor századosi rangban lévő Konovalovot 1943 márciusában a Csendes-óceáni Flottához vezényelték átképzésre, ahol a Lenyinyec-osztály újabb (XII-es) sorozatú tengeralattjárójával ismerkedett meg. 1944 októberében tért vissza a Balti Flottához, ahol az L–3 tengeralattjáró parancsnoka lett. 1944–1945 során három bevetést hajtott végre a tengeralattjáróval a Balti-tenger déli vizein.
1945. április 17-én az L–3-mal a Gdański-öbölben tartózkodott, amikor felfedezte a német Goya szállítóhajót. Az éjszakai sötétséget kihasználva az L–3 a felszínen közelítette meg a német hajót. Konovalov 23.52-kor adott tűzparancsot. A menekülteket – katonákat és civileket – szállító német hajót két torpedó találta el, és a találatok után kilenc perccel 78 m-es mélységbe süllyedt.
Konovalov a háborút első osztályú kapitányi rangban fejezte be. Háborús érdemeiért a Lenin-rendet, a Vörös Csillag érdemérmet és a Szovjetunió Hőse kitüntetést is megkapta.

## A háború után
A háborút követően folytatta szolgálatát az L–3 tengeralattjárón, majd 1946–1947 között az N–27 (az egykori német XXI-es típusú U–3515) tengeralattjáró parancsnoka volt. 1950-ben elvégezte a Vorosilov Haditengerészeti Akadémiát. Ez után 1955 januárjáig a 2. sz. Balti-tengeri Haditengerészeti Főiskolán tanított tengeri harcászatot. 1955. január és november között a Balti Flotta törzsfőnöke, majd 1956 novemberétől 1958 márciusáig a Balti Flotta tengeralattjáró erőinek parancsnoka volt. 1958. március és 1961. május között a Szovjet Haditengerészet oktatási intézményeit felügyelő főcsoportfőnökség 1-es osztályának helyettes vezetője, majd 1966 augusztusáig a szovjet Északi Flotta hadműveleti törzsfőnökének helyettese volt. 1966. május 7-én léptették elő ellentengernaggyá. 1966 augusztusától a szovjet haditengerészet tengeralattjáró-iskolájának helyettes vezetőjeként dolgozott.
1967. november 29-én Leningrádban hunyt el szívinfarktusban. Sírja Szentpéterváron található.